# Polycrasta inconspicua
Polycrasta inconspicua är en fjärilsart som beskrevs av W. Warren 1896. Polycrasta inconspicua ingår i släktet Polycrasta och familjen mätare. Inga underarter finns listade i Catalogue of Life.